# Grand Orient de Suisse
Pour les articles homonymes, voir GOS.
Le Grand Orient de Suisse (GOS) est une obédience maçonnique fondée le 24 juin 1959. Signataire de l'appel de Strasbourg, elle s’inscrit dans le courant libéral et adogmatique de la franc-maçonnerie européenne.

## Historique
Créé le 24 juin 1959, le Grand Orient de Suisse nait d'un mouvement de refus de plusieurs loges de la Grande Loge suisse Alpina. Trois loges dont deux de Lausanne, la loge « Évolution » et la loge « Anderson », rejointes par une troisième loge de Zurich, la loge « À l'étoile flamboyante » (Zum Flammenden Stern), s'opposent à la subordination de la GLSA au courant dit « régulier » de la Grande Loge unie d'Angleterre. Ces trois loges fondent alors une « puissance maçonnique » symbolique libre, libérale, adogmatique et souveraine, qui prend le nom de Grand Orient de Suisse (GOS).
En 1961, le Grand Orient de Suisse fait partie des onze obédiences maçonniques fondatrices du CLIPSAS lors de la signature de l’Appel de Strasbourg, il en respecte les principes essentiels.
En 1967, d'autres loges issues de la GLSA demandent à rejoindre le GOS, c'est à l'occasion de l'agrégation des loges genevoises, « Mozart et Voltaire », « Fidélité et Liberté » et « Apollonius de Tyane » que le Grand Orient de Suisse prend le nom de « Grande Loge de Suisse ». 
En novembre 1995, par une décision du convent, la grande loge revient à la dénomination première de Grand Orient de Suisse.
En juin 2019 il fête ses 60 ans d'existence.

## Fonctionnement
Le Grand Orient de Suisse fait partie des trois obédiences libérales suisses du groupe de reconnaissance de la « Franc-maçonnerie libérale de Suisse » (FMLS), avec la Fédération Suisse du Droit humain et la Grande Loge féminine de Suisse. Il est exclusivement masculin, chaque loge étant libre de recevoir ou non les femmes en visite. Fédération de loges, en 2023 il en compte 19, dont la très grande majorité se situe en Suisse romande.

## Rites pratiqués

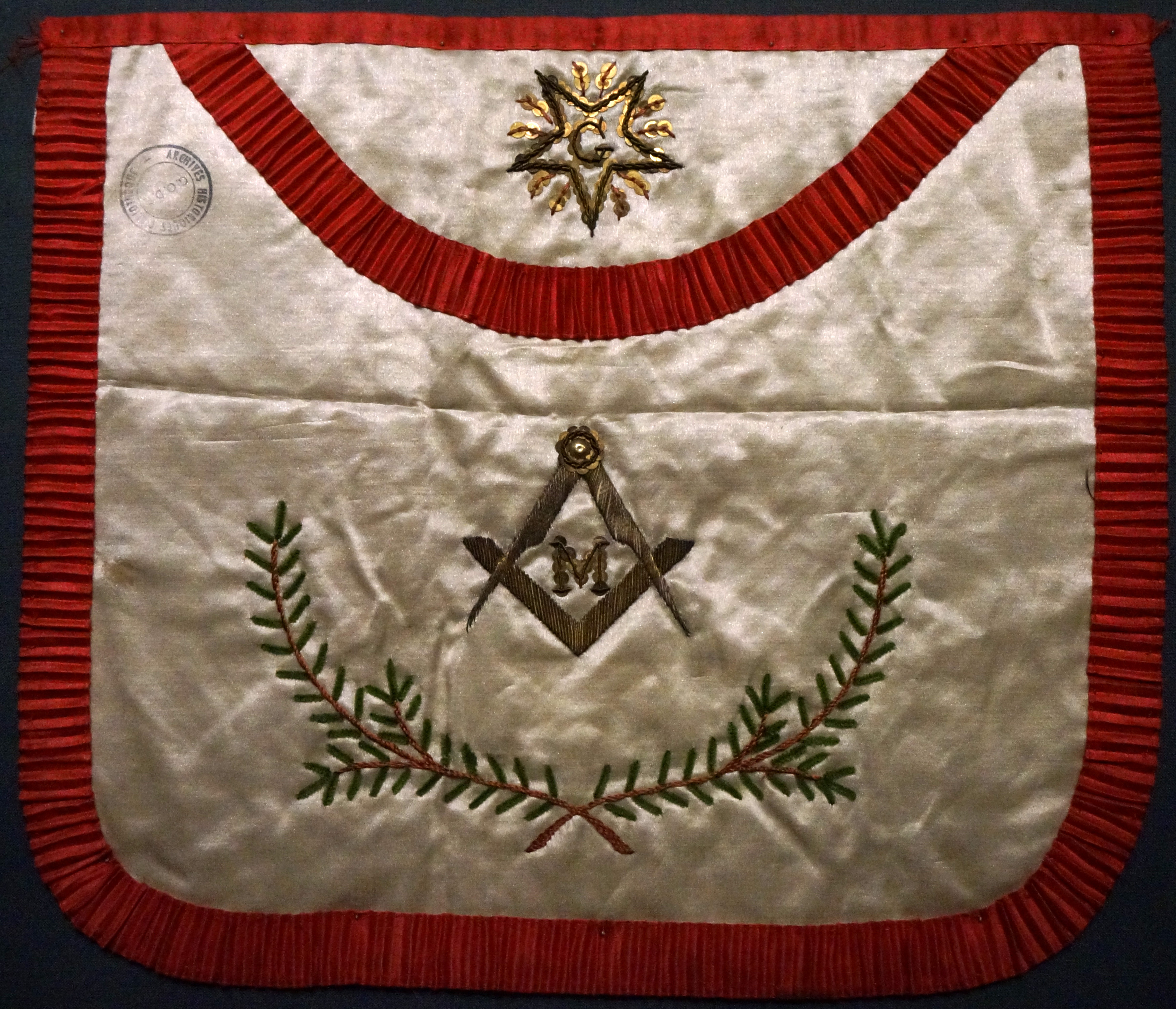
Tablier de maitre au REAA

Le GOS n'impose ni rite ni rituel, chaque loge étant libre de pratiquer celui de son choix. Les francs-maçons de l'obédience pratiquent les trois grades (apprenti, compagnon, maître) de la franc-maçonnerie symbolique (dite aussi bleue) d'après les rites suivants:
- Rite écossais ancien et accepté (5 loges, 4 en français et une en italien) ;
- Rite de Schroeder (4 loges, en allemand) ;
- Rite écossais rectifié (4 loges, 3 en français et une en espagnol[8] ) ;
- Rite français (3 loges, en français) ;
- Rituel Ruchon (2 loges, en français, rituel mis au point par François Ruchon (de)(1897-1953), historien genevois de la franc-maçonnerie[9]).
- Rituel Évolution (la loge vaudoise Évolution, en français)

## Direction de l'obédience
Depuis sa création le GOS est sous la direction d'un grand-maître. 
- Paul-Emile Chapuis (1959-1962)[11].
- Jean Grec (1962-1963)
- Paul-Emile Chapuis (1963-1966)
- Elie Vauthey (1967-1970)[12]
- Alfred Droz (1970-1971)
- Pierre Cloux (1972-1974)
- Edouard Rebsamen (1975-1977)
- Emmanuel Howard (1978-1980)
- Jean-Pierre Schopfer (1981-1983)
- Georges Kleinmann (1984-1986)[13]
- Paul Girod (1986-1989)
- Jacques Herman (1990-1992)
- René Berger (1992-1995)
- Pierre Pétey (1996-1998)
- Alain Curel (1998-2001)
- Heinz Mühlethaler (2002-2004)
- Jean-Pierre Taillens (2005-2006)
- Jacques-Daniel Ney (2007-2009)
- Bernard Paccot (2010-2012)
- Philippe Lang (2012-2014)
- Alexandre Rauzy (2015-2019)
- Richard Bätschmann (2019-2022)[14].
- Christophe Ravel (2022-)